# Pierre Descamps
Pour les articles homonymes, voir Descamps.
 (mai 2017).
Si vous disposez d'ouvrages ou d'articles de référence ou si vous connaissez des sites web de qualité traitant du thème abordé ici, merci de compléter l'article en donnant les références utiles à sa vérifiabilité et en les liant à la section « Notes et références ».
Pierre Descamps, de son nom complet Pierre Paul Louis Albert César Descamps, né le 15 octobre 1916 à Ath et mort le 19 avril 1992 à Bordeaux, était un homme politique belge.
Il était licencié en philosophie et lettres et était un industriel. Il a été bourgmestre d'Aubechies et de Belœil et sénateur pour le PLP de 1961 à 1985 dans l'arrondissement de Tournai-Ath, devenu par la suite l'arrondissement Tournai-Ath-Mouscron.
Pierre Descamps a été le président du parti PVV-PLP de 1969 à 1972 jusqu'à la scission du parti.